# Peter Grant (politico)
Peter Grant (Coatbridge, 12 ottobre 1960) è un politico scozzese, in carica come membro del Parlamento del Regno Unito per il collegio di Glenrothes dal 2015 al 2024.
È membro del Partito Nazionale Scozzese (SNP).

## Biografia
Grant è cresciuto nel Lanarkshire e si è trasferito a Glenrothes nel 1983. Sposò Fiona che in seguito prestò servizio come consigliera del Partito Nazionale Scozzese. Si è unito all'SNP nel 1987.

## Carriera politica

### Inizi
Grant ha servito nel consiglio di Fife del rione di Glenrothes e Kinglassie dal 1992 al 2015. Durante il suo mandato nel consiglio ha servito come leader del Consiglio di Fife dal 2007 al 2012, con una coalizione tra il Partito Nazionale Scozzese e i liberaldemocratici. Nel 2015 ha lasciato il consiglio per potersi concentrare sulla sua campagna, ottenendo un seggio alla Camera dei Comuni del Regno Unito.

### Referendum sull'UE
Durante il discorso in Parlamento di lunedì 5 settembre 2016, Peter Grant ha equiparato gli attivisti per l'uscita del Regno Unito dall'Unione europea all'estrema destra, quando ha affermato: "Il referendum è stato provocato dal desiderio dell'allora Primo Ministro di respingere una sfida dall'estrema destra – non solo l'estrema destra nel Partito Conservatore, ma coloro che erano troppo estremisti per il suo partito – piuttosto che affrontare gli xenofobi che volevano demonizzare l'immigrazione e ritenere gli immigrati responsabili di tutti i mali della nostra società".

### Camera dei comuni

#### Elezioni
Il membro del parlamento John MacDougall è morto nel 2008, provocando lo svolgimento di elezioni suppletive nel collegio elettorale di Glenrothes. Grant è stato selezionato per servire come candidato dell'SNP, essendo il primo candidato nominato da un partito alle elezioni suppletive, ed è stato sconfitto dal candidato laburista Lindsay Roy. Alex Salmond, il leader dell'SNP, ha dichiarato di essere colpevole per la sconfitta del partito alle elezioni suppletive.
Grant è stato il candidato del Partito Nazionale Scozzese alle elezioni generali del 2015 e ha sconfitto la candidata laburista Melanie Ward e il candidato conservatore Alex Stewart-Clark. È stato rieletto alle elezioni generali del 2017 contro il candidato laburista Altany Craik e il candidato conservatore Andrew Brown. È stato rieletto alle elezioni generali del 2019 contro il candidato laburista Pat Egan, il candidato conservatore Amy Thomson e il candidato dei liberaldemocratici Jane Ann Liston. Non si è ricandidato alle elezioni del 2024.

#### Incarichi
Grant è stato portavoce del Partito Nazionale Scozzese per l'uscita dall'Unione europea dal 20 giugno 2017 al 7 gennaio 2020, fino a quando non è stato sostituito da Philippa Whitford. Dal 7 gennaio 2020 è Assistente portavoce del Tesoro.

## Posizioni politiche
Nel luglio 2021, Grant si è scusato per un post su Twitter che ha pubblicato, affermando "Hai più ragione di quanto vorresti ammettere. Uccidere bambini non era nel manifesto nazista". Marie van der Zyl, presidente del Consiglio dei deputati degli ebrei britannici, ha affermato "Siamo turbati dal suggerimento di alcuni parlamentari che il nazismo abbia rivelato solo gradualmente i suoi veri obiettivi".
Grant ha sostenuto la lotta alla transfobia da parte di Nicola Sturgeon.